# Utkání hvězd české extraligy 2002
Utkání hvězd české extraligy 2002 se uskutečnilo 27. ledna roku 2002 v Havířově.

## Soupisky
| Brankáři | Jiří Trvaj        | [[]] |
|          | Vladimír Hudáček  | [[]] |
| Obránci  | Martin Hamrlík    | [[]] |
|          | Jiří Marušák      | [[]] |
|          | David Nosek       | [[]] |
|          | Petr Gřegořek     | [[]] |
|          | Karel Soudek      | [[]] |
|          | Miroslav Javín    | [[]] |
|          | Tomáš Jakeš       | [[]] |
|          | Miloslav Gureň    | [[]] |
| Útočníci | Petr Leška        | [[]] |
|          | Petr Čajánek      | [[]] |
|          | David Moravec     | [[]] |
|          | Jiří Hudler       | [[]] |
|          | Richard Král      | [[]] |
|          | Jaroslav Balaštík | [[]] |
|          | Ondřej Veselý     | [[]] |
|          | Petr Vala         | [[]] |
|          | Lubomír Korhoň    | [[]] |
|          | Marek Uram        | [[]] |
|          | Jiří Burger       | [[]] |
|          | Marek Melenovský  | [[]] |
| Trenéři  | Zdislav Tabara    |      |
|          | Alois Hadamczik   |      |

| Brankáři | Adam Svoboda      | [[]] |
|          | Petr Bříza        | [[]] |
| Obránci  | Jaroslav Nedvěd   | [[]] |
|          | Michal Sýkora     | [[]] |
|          | Petr Kadlec       | [[]] |
|          | Jan Srdínko       | [[]] |
|          | Martin Hlavačka   | [[]] |
|          | Vladimír Gýna     | [[]] |
|          | Martin Výborný    | [[]] |
|          | Josef Řezníček    | [[]] |
| Útočníci | Viktor Ujčík      | [[]] |
|          | Otakar Janecký    | [[]] |
|          | Jaroslav Hlinka   | [[]] |
|          | Jiří Zelenka      | [[]] |
|          | Ladislav Svoboda  | [[]] |
|          | Ladislav Lubina   | [[]] |
|          | Peter Bartoš      | [[]] |
|          | Daniel Branda     | [[]] |
|          | Tomáš Němčický    | [[]] |
|          | Václav Skuhravý   | [[]] |
|          | Josef Straka      | [[]] |
|          | Česko             | [[]] |
| Trenéři  | František Výborný |      |
|          | Vladimír Růžička  |      |

## Souhrn zápasu
| 27. ledna 2002 | Východ (Morava) | 11:12 PP (3:4, 4:4, 4:3 - 0:1) | Západ (Čechy) | Gascontrol Aréna, Havířov Návštěvnost: 3 000 |  |

| Zpráva | |          | |                                       |
| Jiří Trvaj (31. Vladimír Hudáček) | Jiří Trvaj (31. Vladimír Hudáček) | Brankáři | Adam Svoboda (31. Petr Bříza) | Rozhodčí: Haber Čároví: Barvíř Blümel |
| 8. Miroslav Gureň (Jiří Burger, Lubomír Korhoň) 8. Marek Uram (Tomáš Jakeš) 12. Miroslav Javín (Marek Melenovský, Lubomír Korhoň) 28. David Nosek (Jaroslav Balaštík, Jiří Hudler) 30. Marek Melenovský (Marek Uram) 33. Jiří Hudler (Richard Král) 35. Marek Melenovský (Petr Leška, Marek Uram) 45. Marek Melenovský (Jiří Burger, Tomáš Jakeš) 49. Jiří Hudler (Jaroslav Balaštík) 53. Petr Leška (Martin Hamrlík) 58. Petr Leška (Petr Čajánek, David Moravec) | 8. Miroslav Gureň (Jiří Burger, Lubomír Korhoň) 8. Marek Uram (Tomáš Jakeš) 12. Miroslav Javín (Marek Melenovský, Lubomír Korhoň) 28. David Nosek (Jaroslav Balaštík, Jiří Hudler) 30. Marek Melenovský (Marek Uram) 33. Jiří Hudler (Richard Král) 35. Marek Melenovský (Petr Leška, Marek Uram) 45. Marek Melenovský (Jiří Burger, Tomáš Jakeš) 49. Jiří Hudler (Jaroslav Balaštík) 53. Petr Leška (Martin Hamrlík) 58. Petr Leška (Petr Čajánek, David Moravec) |          | 10. Ladislav Svoboda (Jan Srdínko, Ladislav Lubina) 19. Josef Řezníček 20. Josef Straka (Viktor Ujčík, Jaroslav Hlinka) 20. Jaroslav Hlinka (Otakar Janecký, Viktor Ujčík) 25. Viktor Ujčík (Josef Řezníček, Otakar Janecký) 26. Viktor Ujčík (Jaroslav Hlinka) 37. Josef Straka (Václav Skuhravý, Otakar Janecký) 39. Ladislav Lubina (Jiří Zelenka), Ladislav Svoboda) 43. Jiří Zelenka (Ladislav Svoboda, Ladislav Lubina) 45. Daniel Branda 60. Josef Straka (Michal Sýkora, Jaroslav Nedvěd) 64. Tomáš Němčický (Peter Bartoš) | Rozhodčí: Haber Čároví: Barvíř Blümel |